# Дамаска пролет
Дамаска пролет (на арабски: ربيع دمشق, романизирано Rabīʻ Dimashq) е период на интензивен политически и социален дебат в Сирия, който започва след смъртта на президента Хафез ал-Асад през юни 2000 г. и продължава  до есента на 2001 г., когато повечето от дейностите, свързани с него, са потиснати от правителството. Започва с „Декларацията на 99-те", подписана от 99 сирийски интелектуалци на 27 септември 2000 г., и създаването на комитетите на гражданското общество, след което е издадена „Декларацията на 1000-те" (януари 2001).

## Предистория
Официално република Сирия се управлява от партията Баас от сирийския държавен преврат през 1963 г. и от семейството на Ал-Асад от 1970 г. От 1963 г. до 2011 г. е в сила извънредно положение.
При Хафез ал-Асад, президент на Сирия от 1971 г. до смъртта му през 2000 г., политическата дейност е строго контролирана, а след 1980 г. ефективната опозиционна дейност става почти невъзможна. Пет основни агенции за сигурност служат предимно за наблюдение на политическото несъгласие: извънредно положение съществува от 1963 г., като военните съдилища прилагат законите за военно положение, а специалните съдилища разглеждат политическите дела без особено внимание към правата на човека или справедлив процес. Затворниците са редовно измъчвани и държани в ужасяващи условия.
От 1998 г. нивото на репресиите значително намалява. След смъртта на Хафез ал-Асад през юни 2000 г. неговият син Башар ал-Асад е назначен за президент на Сирия.

## Събития
Дамаската пролет се характеризира преди всичко с появата на множество muntadayāt (ед. ч. muntadā) – вид „салони“ или „форуми“. Групи от съмишленици се срещат в частни къщи, като новините за събитието се разпространяват от уста на уста, и обсъждат политически въпроси и по-широки социални въпроси. Феноменът на салоните се разпространява бързо в столицата Дамаск и в по-малка степен в други градове. Дългогодишни членове на сирийската опозиция са забележителни в оживяването на движението, както и редица интелектуалци, които решително се обявяват за аполитични, като режисьора Омар Амиралай. Членове на Сирийската комунистическа партия и реформаторски настроени членове на партията „Баас“ също участват в дебатите. Най-известните от форумите са форумът „Риад Сеиф“ и форумът за национален диалог „Джамал ал-Атаси“.
Дамаската пролет може да се разглежда като мобилизирана около редица политически искания, изразени в „Манифеста на 99-те“, подписан от 99 видни интелектуалци. Това са основно отмяна на извънредното положение и премахване на военното положение и специалните съдилища, освобождаването на всички политически затворници, връщане без страх от преследване на политически изгнаници и правото да създават политически партии и граждански организации. Към тях често се добавя по-точно политическото искане член 8 от сирийската конституция да бъде отменен. Той гласи, че „арабската социалистическа партия Баас ръководи държавата и обществото“.
Дамаската пролет оказва голямо влияние в арабския свят и първоначално има значителен оптимизъм, че ще доведе до истинска промяна. Редакторът на сирийския държавен вестник „Тишрин“ обявява намерението си да сформира комитет, който да включва видни интелектуалци като Махер Шариф, Ахмад Баркауи и Юсуф Саламе, за да редактира нова страница с мнения, но това така и не се случва. Салоните обсъждат много политически и социални въпроси от по-широко естество, от положението на жените до естеството на образователните методи и израелската окупация на палестинските територии.
През ноември 2000 г. правителството отговаря с освобождаването на стотици политически затворници и затварянето на затвора Мезе. През 2001 г. се връща към репресивните методи с редица затвори и принудително затваряне на салоните, слагайки края на Дамаската пролет. Някои от участниците и организаторите на форума, които са задържани за по-дълъг период от време, са Мамун ал-Хомси и Риад Сеиф, които са обвинени в опит за промяна на конституцията с незаконни средства и подстрекаване на расови и сектантски вражди, и да осъден от Наказателния съд в Дамаск на пет години затвор. Останалите осем активисти, Риад ал-Турк, Ареф Далила, Уалид ал-Буни, Камал ал-Лабуани, Хабиб Салих, Хасан Са`дун, Хабиб `Иса и Фауаз Тело са предадени на Върховния съд за държавна сигурност, който издава присъди затвор между две и десет години.
Въпреки че арестите слагат край на Дамаската пролет, последиците от нея остават: сирийски интелектуалци пускат допълнителни изявления, повтарящи това на 99-имата; някои малки демонстрации се провеждат в Дамаск и до 2005 г. на един салон – Форумът за национален диалог на Джамал ал-Атаси, все още е разрешено да функционира. Форумът „Атаси“ е закрит, след като негов член прочита изявление от забраненото Сирийско мюсюлманско братство. Това е сунитска ислямистка организация, разбунтувала се срещу правителството на Хафез ал-Асад в началото на 80-те години, която убива хиляди правителствени служители и цивилни и извършва  клането в Хама през 1982 г. Правителството дава ясно да се разбере, че всяко сътрудничество с братството, което въпреки изгнанието на неговото ръководство се смята за най-силното опозиционно движение в Сирия, е „червена линия“, която не трябва да се преминава.

## Последици
След интензивния международен натиск върху сирийското правителство след убийството на ливанския премиер Рафик ал-Харири през февруари 2005 г. и публикуването на доклада на ООН „Мехлис“ интелектуалците отново надигат глас. Продемократични активисти и активисти за правата на човека, като Висам Тариф, продължават да бъдат призовават за демократична промяна в Сирия, въпреки че са експулсирани от страната. В края на октомври 2005 г. по-голямата част от опозицията, включително Мюсюлманско братство, публикува обща декларация, призоваваща за демократични реформи. Тази декларация, наречена "Декларация от Дамаск", е изготвена от Абдулразак Ейд и е подписана от много сирийски интелектуалци, а правителството не предприема сериозни действия срещу подписалите я. На 18 януари 2006 г. правителството заявява, че ще освободи пет  политически затворници, свързани с Дамаската пролет. Според анализатори това  е опит за подобряване на имиджа на правителството след безпрецедентния международен натиск след убийството. Затворниците са задържани още няколко дни, „изглежда в последен опит да ги притиснат да не възобновят своята политическа или правозащитна работа, когато напуснат затвора“, казва Филип Лутър, директор на Амнести Интернешънъл за Близкия Изток и Северна Африка, след освобождаването на Камал ал-Лабуани през ноември 2011 г.
През 2011 г., по време на Арабската пролет, Сирия е обзета от граждански безредици, прераснали във въстание срещу правителството на Башар ал-Асад. Към ноември 2012 г. въстанието се превръща в Сирийска гражданска война.
В отговор на исканията за реформи Бутаина Шаабан, медийна съветничка на сирийския президент, представя три групи инициативи: 1. увеличаване на  заплатите на държавните служители и предлагане на здравеопазване, за да се подобри жизненият стандарт и обществената подкрепа. 2. Намаляване на регулирането на купуването и продажбата на земя в граничните райони на Сирия. 3. Справяне с политическото и медийното потискане, намаляването на корупцията и бруталността на техните извънредни закони.